# Садаев, Умар Абдулаевич
Ума́р Абдула́евич Сада́ев (6 декабря 1960, Шали, Чечено-Ингушская АССР — 18 июля 1992) — советский и российский футболист, нападающий.

## Биография

Памятный знак игроку Футбольного клуба «Терек» Умару Абдулаевичу Садаеву

Родился в селении Шали в 1960 году. Забил в чемпионатах и кубке страны 122 гола в товарищеских и международных матчах, став вторым по результативности игроком «Терека» за всю историю после Виталия Якушкина (который забил 181 гол).
Последние свои три мяча забил 17 июля 1992 года в ворота шалинского «Вайнаха», где когда-то начиналась его карьера. По состоянию на 1992 год является также рекордсменом клуба по числу забитых голов в товарищеских матчах (52) и в одном матче. 1 апреля 1991 года в товарищеском матче с «Башсельмашем» (Уфа) забил четыре мяча. Матч окончился победой «Терека» со счётом 7:0.
Погиб 18 июля 1992 года в автомобильной катастрофе.

## Семья
Сын Заур Садаев — игрок «Терека».

## Память
В 2011 году в Грозном именем Умара Садаева названа улица. Тогда же рядом со стадионом «Ахмат Арена» был установлен памятный знак, посвящённый футболисту.